# Вопросы статистики
Вопро́сы стати́стики — ежемесячный научно-информационный журнал.
Издаётся с сентября 1994. Учредитель — Федеральная служба государственной статистики (Росстат). С 1919 до 1994 издавался под названием «Вестник статистики» (с 1957 — ежемесячное издание).
Журнал посвящён актуальным вопросам методологии и организации отечественной и зарубежной статистики, развития международных статистических стандартов и их адаптации к российским условиям. Публикуются материалы, характеризующие социально-экономическое развитие Российской Федерации и ее регионов, а также стран СНГ и других зарубежных государств. Освещается деятельность Росстата, его Научно-методологического совета, подведомственных организаций, территориальных органов государственной статистики.
Приводятся сведения об основных социально-экономических показателях по Российской Федерации.
Входит в перечень ВАК ведущих рецензируемых научных журналов и изданий, в базы данных РИНЦ и RSCI.